# Thomas Olsson
Thomas Lars Olof Olsson (Åtvidaberg, 15 febbraio 1976) è un ex calciatore svedese, di ruolo centrocampista.

## Carriera
Nato e cresciuto ad Åtvidaberg, ha debuttato in prima squadra nel 1993. In quella stagione la squadra – nonostante negli anni '70 avesse vinto due titoli nazionali – militava in Division 3, che all'epoca rappresentava il quarto livello del calcio svedese, ma a fine anno ha conquistato la promozione in terza serie. Al termine della stagione 1995, Olsson e l'Åtvidaberg hanno conseguito un'ulteriore promozione che ha permesso l'accesso alla seconda serie nazionale. È rimasto in squadra fino al 1997.
A partire dal 1998 Olsson ha iniziato a giocare nel campionato di Allsvenskan diventando un giocatore dell'IFK Norrköping, squadra di cui è diventato anche capitano. Nei cinque anni di permanenza ha collezionato 86 presenze in campionato e segnato 9 reti.
A seguito della retrocessione dell'IFK Norrköping avvenuta al termine dell'Allsvenskan 2002, Olsson si è trasferito al Malmö FF in vista della stagione seguente compiendo lo stesso percorso fatto dal centrocampista Kristian Bergström, suo compagno di squadra fin dai tempi dell'Åtvidaberg. Nella sua seconda stagione con la maglia del club azzurro, Olsson è riuscito a lottare per un posto da titolare, in un'annata culminata con la conquista del titolo nazionale del 2004. L'anno seguente, tuttavia, il suo utilizzo è parzialmente diminuito, e già nel luglio del 2005 intorno a metà campionato è stato annunciato che Olsson sarebbe approdato all'IFK Göteborg dal successivo mese di gennaio.
Nel 2007, al suo secondo anno in biancoblu, contribuito con 19 presenze e 2 reti alla conquista del titolo nazionale. L'anno successivo, invece, i giocatori dell'IFK Göteborg hanno alzato la Coppa di Svezia. Nell'ultima giornata dell'Allsvenskan 2009 contro l'AIK, partita casalinga che equivaleva a una sorta di spareggio visto che chi si aggiudicava i tre punti poi si laureava campione, Olsson aveva portato in vantaggio la sua squadra nel primo tempo: la rimonta degli ospiti nel secondo tempo tuttavia ha poi consegnato il titolo all'AIK. Alla fine di quell'annata, Olsson ha prolungato il suo contratto con l'IFK Göteborg di altri due anni.
Il 1º agosto 2011 è stato girato in prestito fino alla fine dell'anno dall'IFK Göteborg all'Åtvidaberg: Olsson è dunque tornato a giocare per il club in cui è cresciuto a 14 anni di distanza da quando lo aveva lasciato. A fine stagione la squadra è tornata in Allsvenskan, ma quell'annata appena conclusa è stata la sua ultima parentesi nel calcio professionistico.
Ha continuato a giocare per tre anni nei campionati minori, rispettivamente per una stagione al Särö IK nella settima serie nazionale e per due stagioni al Mölnlycke IS, prima nella settima e poi nella sesta serie nazionale.
Dal 2012 in poi ha fatto anche parte per 6 anni dello staff tecnico della formazione Under-19 dell'IFK Göteborg in qualità di assistente, prima di dedicarsi ad altre attività lavorative.

## Palmarès

### Club

#### Competizioni nazionali
- Campionato svedese: 2

Malmö: 2004
Göteborg: 2007
- Coppa di Svezia: 1

Göteborg: 2008